# Timandra griseata
Timandra griseata là một loài bướm đêm trong họ Geometridae.

## Hình ảnh

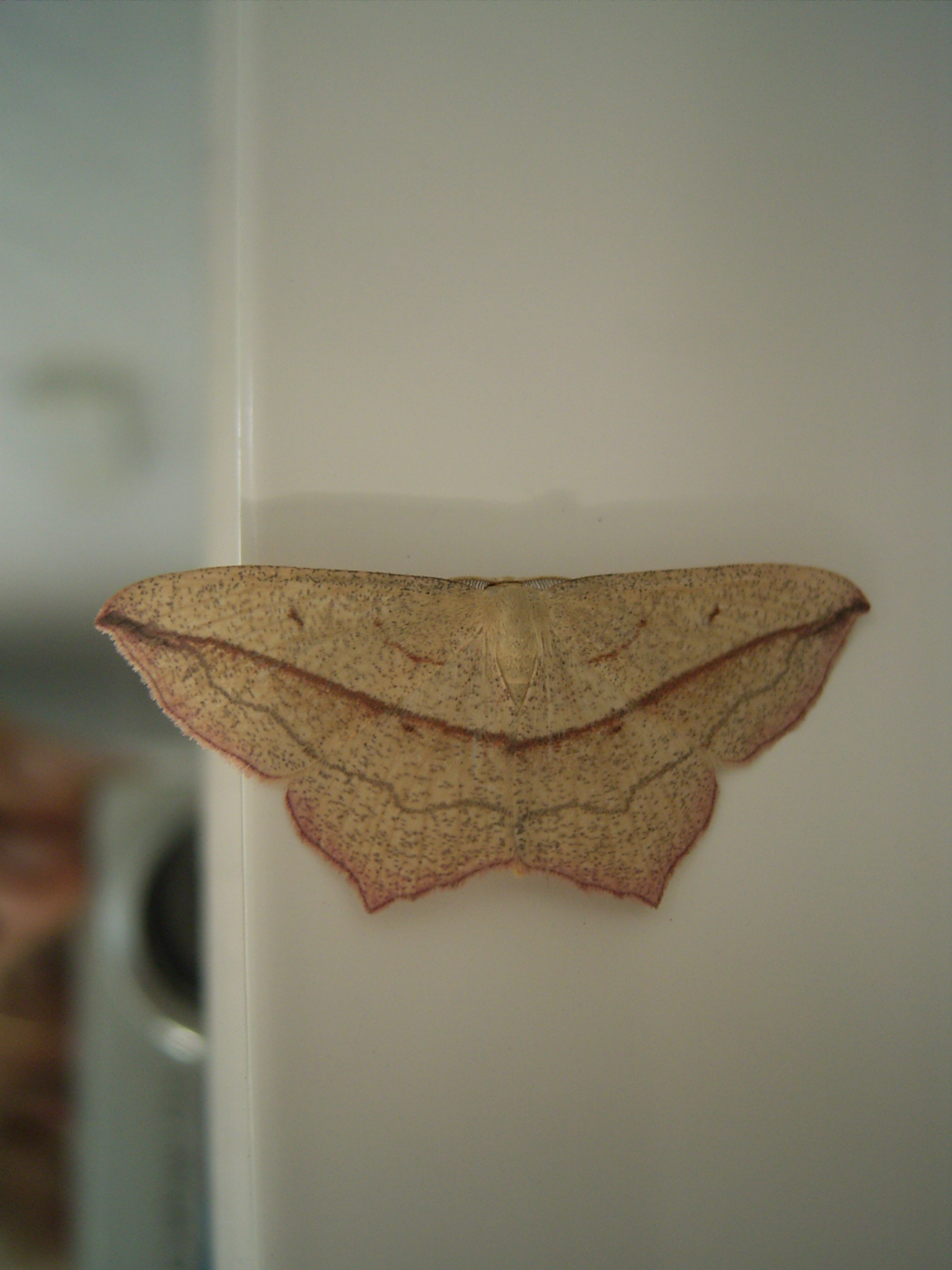
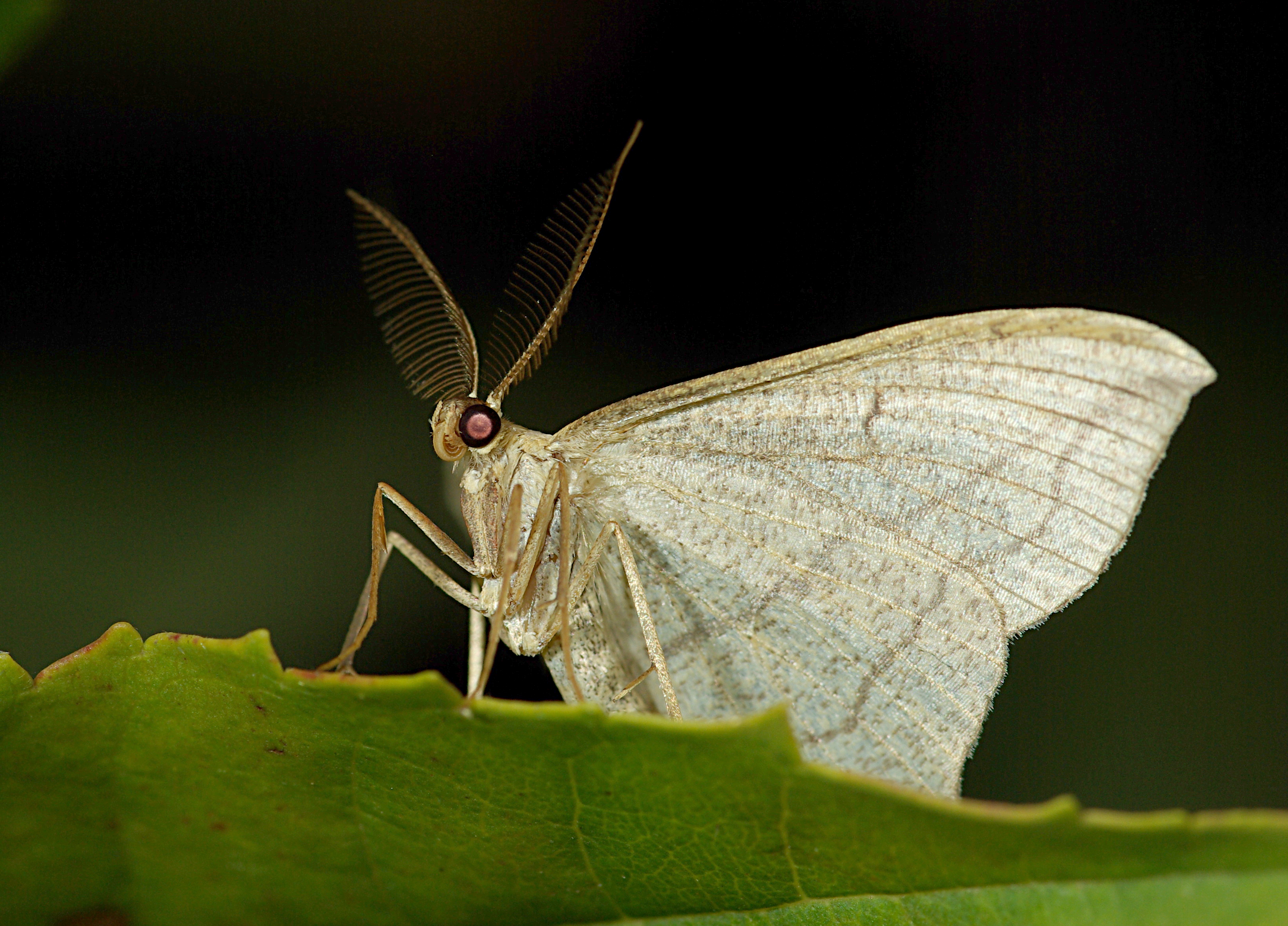
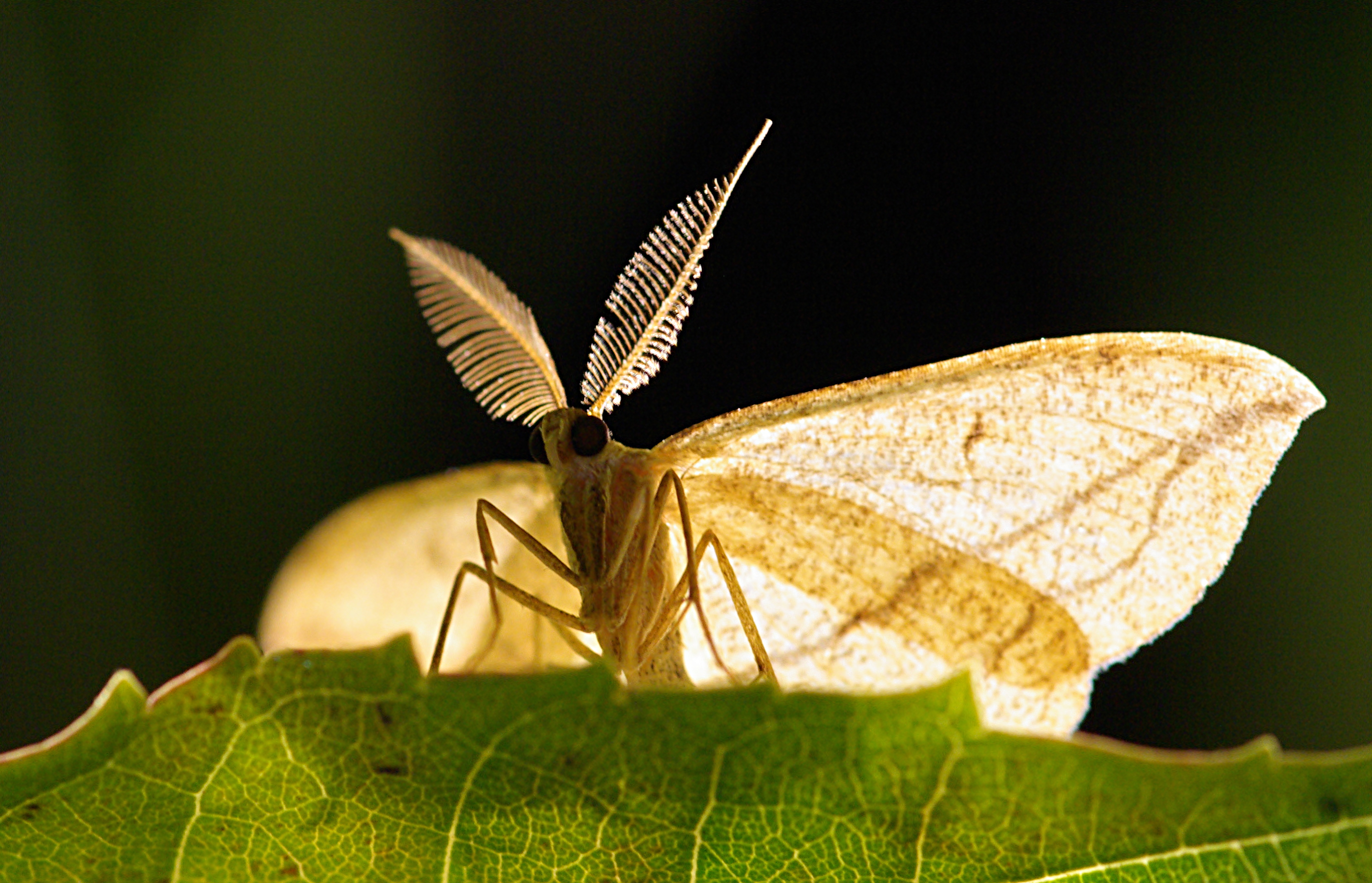
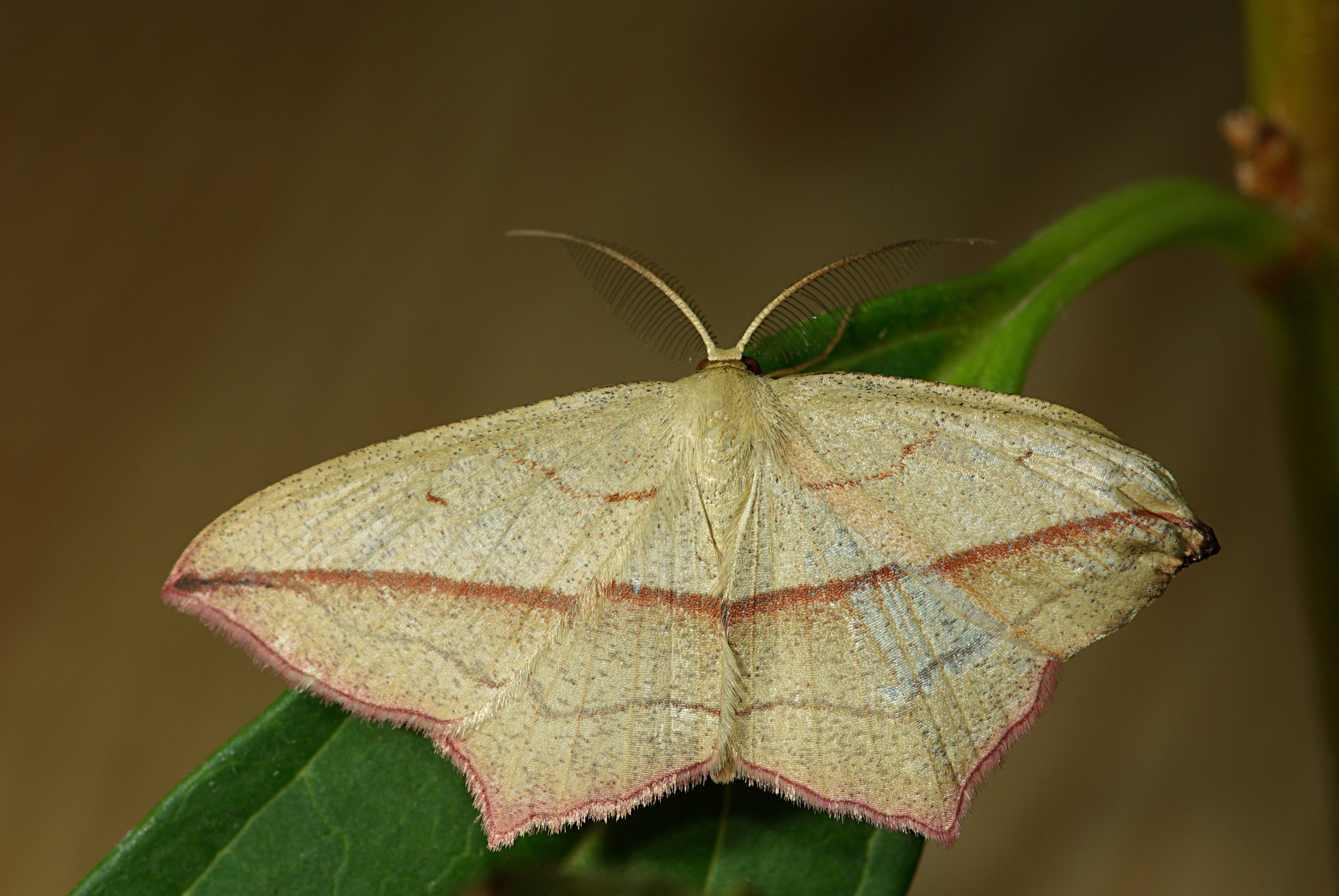